# Bedenød
En bedenød (hollandsk: gebedsnoot) er et udtryk, der anvendes til at beskrive en lille oplukkelig rund trægenstand skåret i buksbom. Fælles for bedenødderne er at de åbnes i to halvdele, der skildrer forskellige kristne religiøse passager fra biblen. Deres størrelse mellem varierer mellem det der svarer til en valnød og en golfbold. De blev fremstillet i værkstedet hos Adam Dircksz i Delft og skal ses som en del af en større tradition for miniaturearbejder i buksbom

De findes bl.a. i samlingerne på Rijksmuseum i Amsterdam, på Metropolitan Museum of Art, og på Art Gallery of Ontario, 
- Bedenød lavet af Adam Theodrici
- Bedenød med Jesus der bærer korset samt korsfæstelsen
- Bedenød med korsfæstelsen og Jesus over for Pilatus

Maleri forestillende en mand med en bedenød
- Jan Gerritsz van Egmond d. 1523). Fogeden Nieuwburg, ved eller efter Jacob Cornelisz. van Oostsanen